# 펜탁스
리코이미징 주식회사(Ricoh Imaging Company, Ltd., 일본어: リコーイメージング株式会社)는 1919년 일본에서 설립된 카메라 전문 제조 업체이다. 펜탁스는 다른 카메라 제조 업체와 같이 고유의 K 마운트 기술을 보유하고 있다. 2007년 8월 14일, 펜탁스는 호야 주식회사와 통합되었다. 2005년에는 삼성과 기술 제휴를 하였으며, 삼성은 이에 바탕으로 GX-1L, GX-1S, GX-10, GX-20을 출시하였다. 그러나, 이 모델들은 *ist DL2, *ist DS2, K10D, K20D와 동일 기능을 가지고 있다. 2011년 10월, 펜탁스는 일본의 사무기기, 카메라 제조 업체인 리코에 인수되었는데, 카메라 사업부만 인수되었다. 펜탁스 카메라는 SLR카메라의 근간을 이루는 2가지 시스템인 펜타프리즘과 미러-리플렉스 시스템을 처음 만들고 채용한 회사이다. 그래서 사명을 이 두 시스템을 합쳐서 펜탁스라 지었다고 한다.

## 주요 제품
펜탁스는 여러 광학기기 분야의 사업을 진행 중이나, 대표적인 제품은 사진기이다.

### K 마운트 카메라

#### DSLR
DSLR 제품군은 크게 K시리즈와 *ist 시리즈로 나뉜다.

##### K 시리즈
- K10D
- K10D TIPA 2007 그랑프리 수상 기념 모델
- K100D
- K100D Super
- K110D (대한민국 미출시)
- K20D
- K200D
- K-m/K2000
- K-7
- K-x
- K-5
- K-r
- K-5II(K-5IIs)
- K-30
- K-50
- K-500
- K-3
- K-S2
- K-3II
- K-1

##### *ist 시리즈
- *ist D(zxD)
- *ist DS
- *ist DS2
- *ist DL
- *ist DL2

#### 645 중형 카메라
645 제품군은 크게 645 시리즈와 67 시리즈로 나뉜다.

##### 645 시리즈
- 645
- 645N
- 645D
- 645Z

##### 67 시리즈
- 67
- 67 II

### K 마운트 렌즈
외부 링크 (펜탁스클럽 렌즈정보) 

## 같이 보기
- 펜탁스 K 마운트
- 호야 주식회사